# راه‌پیمایی به سوی واشینگتن برای کار و آزادی

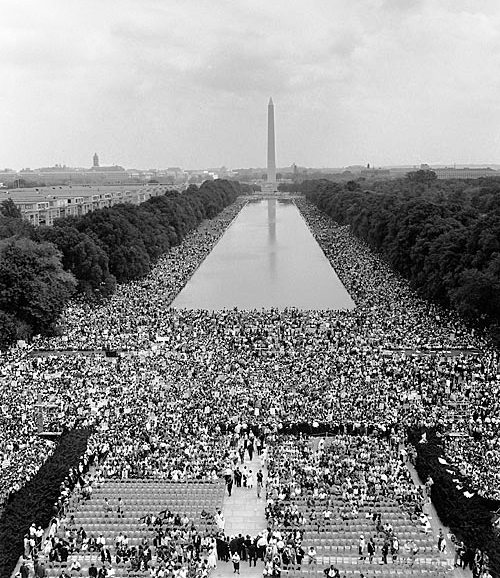
نمایی از جمعیت تظاهرکنندگان در ۲۸ اوت ۱۹۶۳ میلادی.

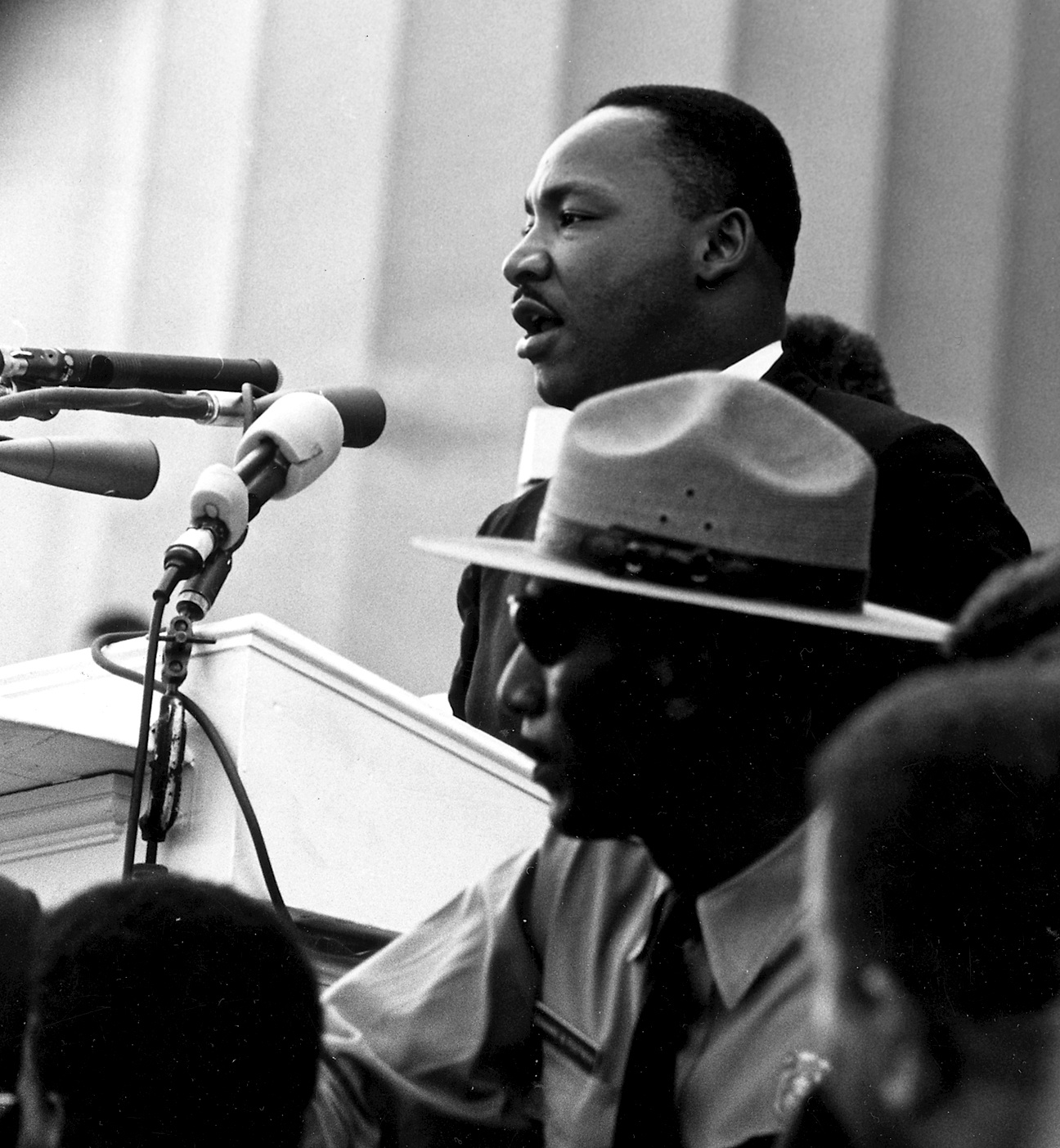
مارتین لوتر کینگ در حال ایراد سخنرانی مشهور رؤیایی دارم.

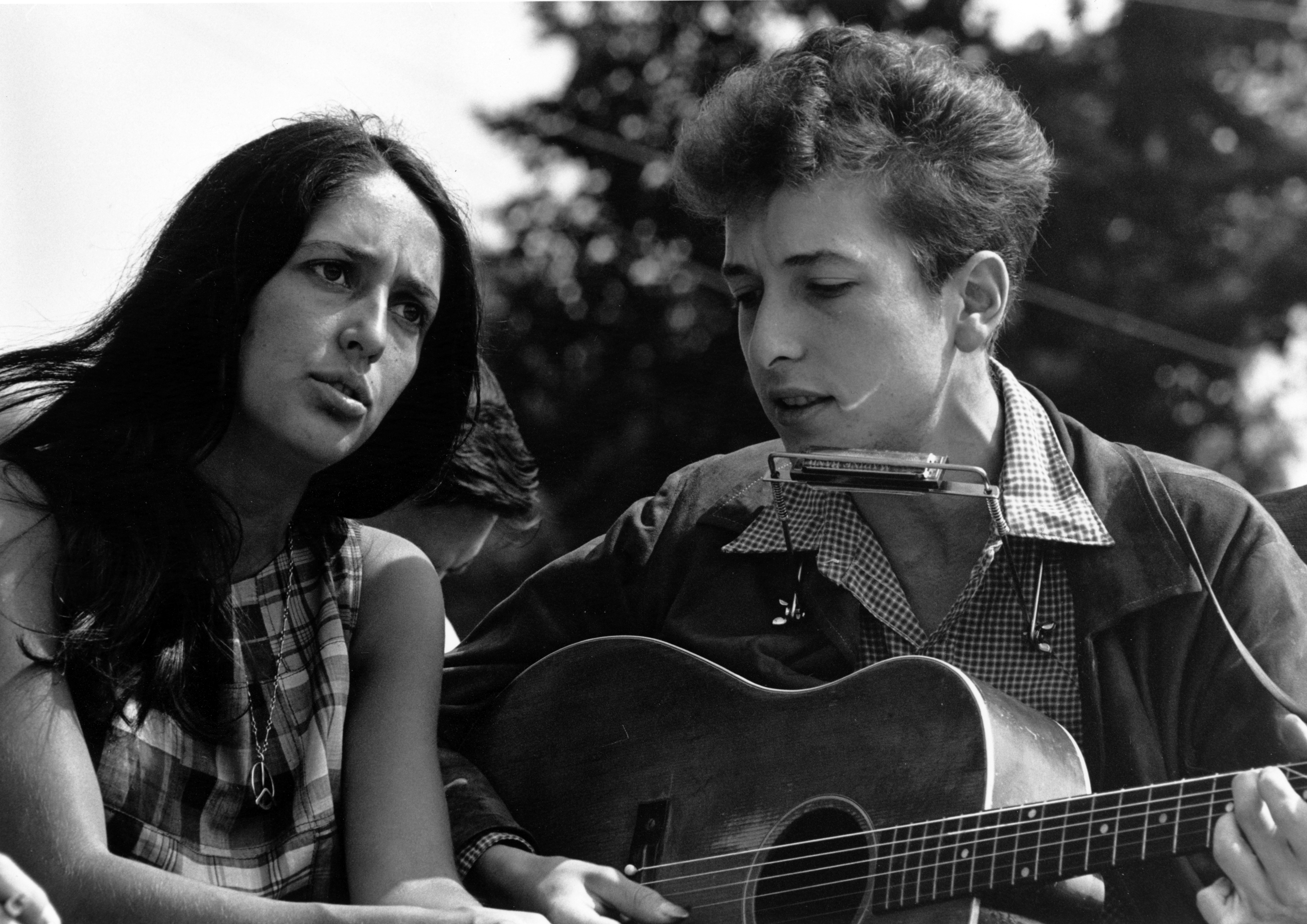
باب دیلن و جُون بایز در حال اجرای ترانه‌ای برای تظاهرکنندگان.

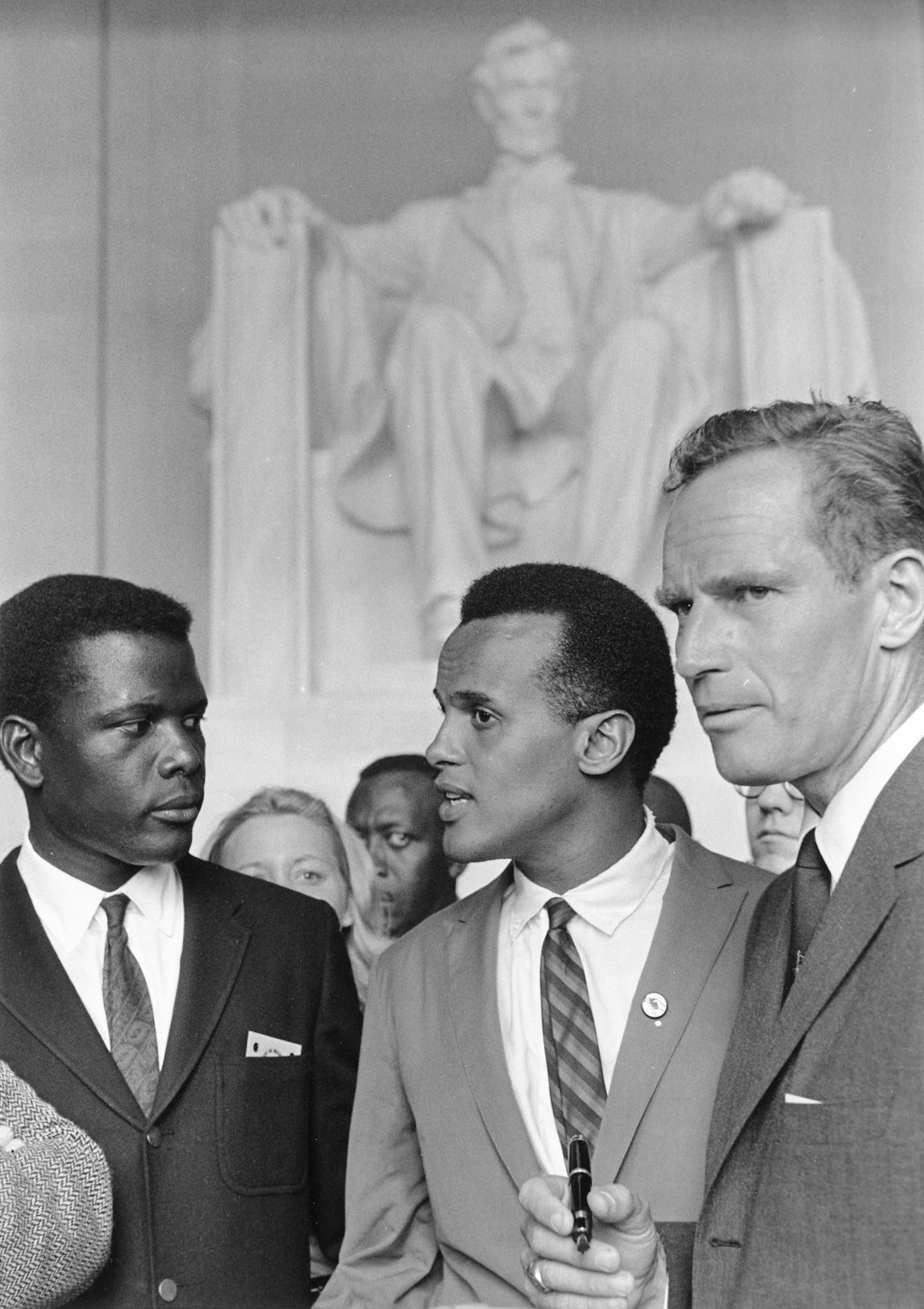
چارلتون هِستون در کنار سیدنی پوآتیه و هری بلافونته.

راهپیمایی به سوی واشینگتن برای کار و آزادی، تظاهرات بزرگ طرفداران جنبش حقوق مدنی آمریکا در تاریخ ۲۸ اوت ۱۹۶۳ میلادی بود که در برابر بنای یادبود لینکلن و به سوی نشنال مال و یادبود واشینگتن در شهر واشینگتن، دی.سی.، پایتخت ایالات متحده آمریکا برگزار شد. این راهپیمایی، بر جامعهٔ آمریکا تأثیرات مهمی را دربرداشت که از آن‌جمله می‌توان به تصویب لایحه حقوق مدنی ۱۹۶۴ اشاره کرد. با توجه به موفقیت این راهپیمایی، راهپیمایی دیگری به نام راهپیمایی از سِلما تا مونتگُمِری سامان‌داده شد که آن نیز به تصویب لایحه حق رای ۱۹۶۵ انجامید.
راهپیمایی به سوی واشینگتن برای کار و آزادی، مصادف بود با صدمین سالگرد صدور فرمان اعلامیه آزادی بردگان توسط آبراهام لینکلن و در پی اتحاد دو سازمان اصلی سیاه‌پوستان آمریکا به نام انجمن ملی پیشرفت رنگین‌پوستان (NAACP) و کنفرانس رهبران مسیحی جنوب (SCLC) به وقوع پیوست.
مارتین لوتر کینگ، رهبر جنبش حقوق مدنی آمریکا، سخنرانی معروف و تاریخی رؤیایی دارم را در این تظاهرات و در برابر جمعیتی بالغ بر ۲۵۰٬۰۰۰ نفر ایراد کرد. بر اساس ارزیابی‌های میدانی، ۷۵ تا ۸۰ درصد جمعیت حاضر در تظاهرات را سیاه‌پوستان و باقی جمعیت را سفیدپوستان تشکیل می‌دادند.
دیزی بیتس، تنها زنی بود که در راهپیمایی به سوی واشینگتن برای کار و آزادی، سخنرانی کرد.

## مخالفت‌ها
جی. ادگار هوور، رئیس وقت اف‌بی‌آی معتقد بود که کمونیست‌ها با برگزارکنندگان این راهپیمایی در ارتباط هستند.
مالکوم ایکس، سخنگوی اُمَت اسلام، راهپیمایی به سوی واشینگتن برای کار و آزادی را «مضحکه به سوی واشینگتن» نامیده بود.